# Бонвил (Шарант)
Бонвил (фр. Bonneville) насеље је и општина у западној Француској у региону Поату-Шарант, у департману Шарант која припада префектури Ангулем.
По подацима из 2011. године у општини је живело 154 становника, а густина насељености је износила 15,28 становника/km². Општина се простире на површини од 10,08 km². Налази се на средњој надморској висини од 90 метара (максималној 133 m, а минималној 59 m).

## Демографија
| 1962. | 1968. | 1975. | 1982. | 1990. | 1999. | 2011. |
| ----- | ----- | ----- | ----- | ----- | ----- | ----- |
| 202   | 206   | 219   | 180   | 159   | 157   | 154   |

График промене броја становника у току последњих година